# Норт-Емгерст (Массачусетс)
Норт-Емгерст (англ. North Amherst) — переписна місцевість (CDP) в США, в окрузі Гемпшир штату Массачусетс. Населення — 6819 осіб (2010).

## Географія
Норт-Емгерст розташований за координатами 42°24′24″ пн. ш. 72°31′34″ зх. д. / 42.40667° пн. ш. 72.52611° зх. д. (42.406753, -72.526211).  За даними Бюро перепису населення США в 2010 році переписна місцевість мала площу 5,52 км², з яких 5,52 км² — суходіл та 0,00 км² — водойми.

## Демографія
Згідно з переписом 2010 року, у переписній місцевості мешкало 6819 осіб у 1871 домогосподарстві у складі 768 родин. Густота населення становила 1236 осіб/км².  Було 1935 помешкань (351/км²).
Расовий склад населення:
| - 74,5 % — білих - 15,5 % — азіатів - 4,5 % — чорних або афроамериканців - 0,2 % — корінних американців - 0,1 % — вихідців з тихоокеанських островів - 1,6 % — осіб інших рас |

До двох чи більше рас належало 3,7 %. Частка іспаномовних становила 5,5 % від усіх жителів.
За віковим діапазоном населення розподілялося таким чином: 9,4 % — особи молодші 18 років, 85,6 % — особи у віці 18—64 років, 5,0 % — особи у віці 65 років та старші. Медіана віку мешканця становила 22,2 року. На 100 осіб жіночої статі у переписній місцевості припадало 110,5 чоловіків;  на 100 жінок у віці від 18 років та старших — 110,7 чоловіків також старших 18 років.
Середній дохід на одне домашнє господарство  становив 56 089 доларів США (медіана — 32 845), а середній дохід на одну сім'ю — 86 559 доларів (медіана — 49 688). Медіана доходів становила 55 332 долари для чоловіків та 25 518 доларів для жінок. За межею бідності перебувало 44,9 % осіб, у тому числі 18,8 % дітей у віці до 18 років та 5,1 % осіб у віці 65 років та старших.
Цивільне працевлаштоване населення становило 4071 особа. Основні галузі зайнятості: освіта, охорона здоров'я та соціальна допомога — 52,9 %, мистецтво, розваги та відпочинок — 13,4 %, роздрібна торгівля — 12,4 %.